# Carel Reyniersz

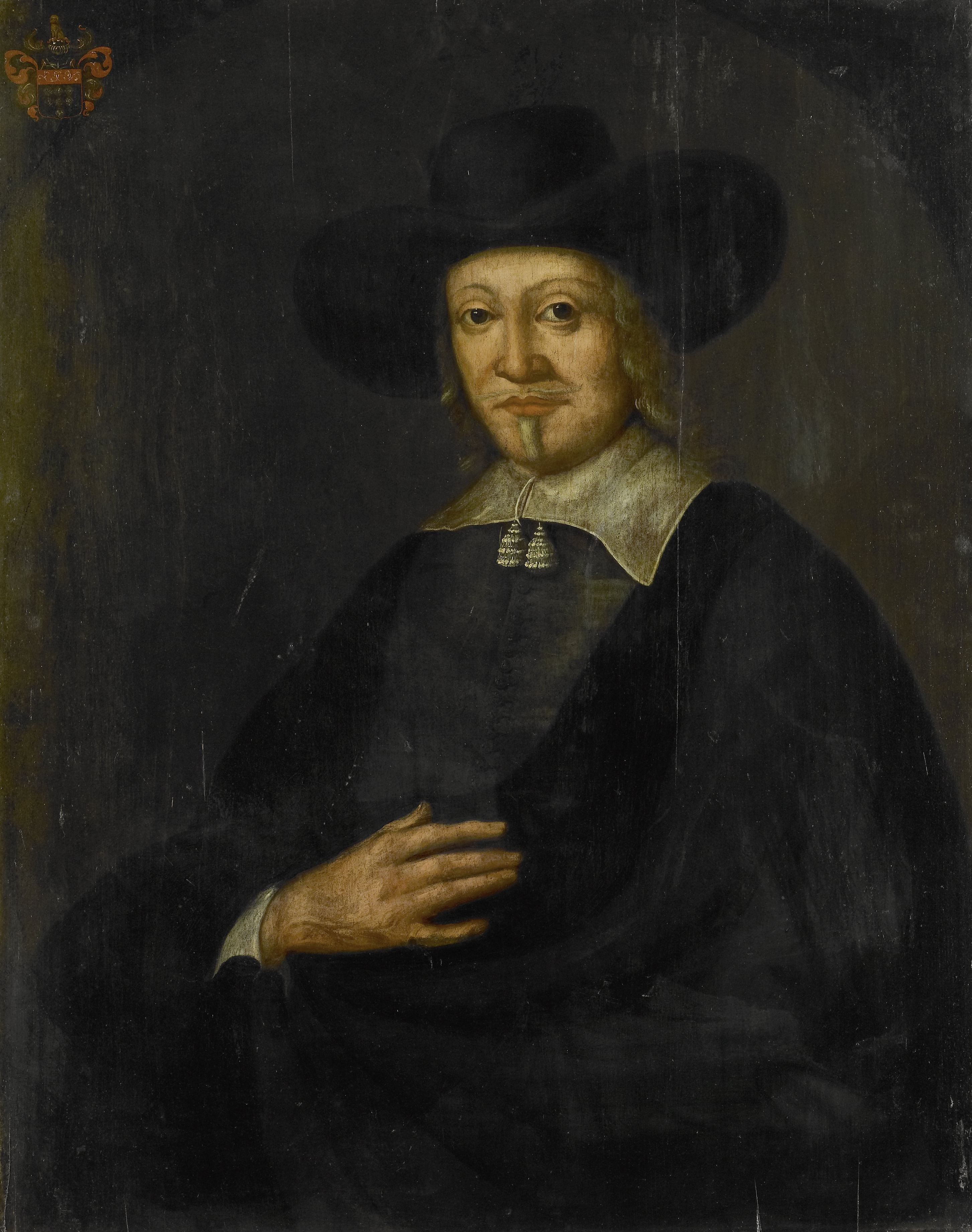
Carel Reyniersz

Carel Reyniersz (* 1604 in Amsterdam; † 19. Mai 1653 in Batavia) war von 1650 bis 1653 Generalgouverneur von Niederländisch-Indien. Sein Nachfolger wurde Joan Maetsuycker.

## Leben und Wirken
Carel Reyniersz wurde 1604 (nach einer Quelle 1602) als Sohn des Amsterdamer Kaufmanns Dirck Reyniersz und seiner zweiten Frau, Suzanna de Beaulieu aus Antwerpen, geboren. Seine Taufe fand am 26. August 1604 statt. Er war als Händler tätig und zog um 1628 an die Koromandelküste. Als der Gouverneur der dortigen Provinz Marten IJsbrantsz 1935 nach Batavia ging, trat Reyniersz seine Nachfolge an. Gleichzeitig wurde er vorübergehend außerordentliches (vorwiegend beratendes) Mitglied im Raad van Indië (Rat von Indien), dem zentralen Organ der niederländischen Kolonialverwaltung in Asien. 1638 wurde er ordentliches Mitglied des Rats. Im Jahr darauf kehrte er als Flottenkommandant zurück in die Niederlande.
1640 heiratete er in Amsterdam Judith Barra, die 23-jährige Tochter des Arztes Jacobus Barra aus Antwerpen. Aus der Ehe ging eine Tochter Sara hervor, die jedoch früh verstarb.
Bei erfolglosen Spekulationsgeschäften verlor Reyniersz sein gesamtes Vermögen. Daraufhin trat er 1645 erneut seine Position im Rat an und fuhr mit dem Schiff de Salamander zurück nach Indien. Einige Tage nach ihrer Ankunft in Batavia am 21. Juli 1646 starb seine Frau. Im gleichen Jahr wurde Reyniersz neben seiner Ratsposition auch Vorsitzender der örtlichen Schöffen.
Im Mai 1648 heiratete er in Batavia die vierzehnjährige Françoise de Wit (* 6. Januar 1634 in Masulipatam, Indien; † 10. Januar 1672). Sie war die Tochter des Kaufmanns Jacob de Witt und Suzanna Wateringhe aus Schiedam, in Indien lebende niederländische Immigranten. Das Paar bekam einen Sohn, Reynier Carelsz Reyniersz, der jedoch ebenfalls nicht lange lebte.
Nachdem der amtierende Generalgouverneur von Niederländisch-Indien Cornelis van der Lijn auf eigenen Wunsch zurückgetreten war, wurde Reyniersz am 6. Oktober 1650 zu seinem Nachfolger ernannt. Zu Reyniersz' Aufgaben gehörte es, den Niederlanden die Vormachtstellung auf dem Gewürzmarkt zu sichern, gegen privaten Gewürzhandel und Überproduktion vorzugehen. Unter anderem traf er mit dem König von Ternate ein Abkommen über den gesamten Bestand an Gewürznelke-Bäumen seines Reichs. Reyniersz setzte sich zudem für die Verbreitung der christlichen Religion ein, ließ maurische und chinesische Tempel schließen und forderte die Priester zur Bekehrung auf. In seine Amtszeit fallen die Gründung der niederländischen Kolonie am Kap der Guten Hoffnung 1652 und der Beginn des Kampfes mit den Portugiesen auf Ceylon im gleichen Jahr.
Als Reyniersz krank wurde, beantragte er seinen Rücktritt und kam damit einer Entlassung zuvor, da die Heeren XVII mit seiner Regentschaft unzufrieden waren. Ab dem 25. Februar 1653 übernahm Joan Maetsuycker die Aufgaben des Generalgouverneurs.
Als 1654 der Entlassungsbescheid der Heeren XVII in Batavia eintraf, war Reyniersz bereits verstorben. Er starb in der Nacht vom 18. auf den 19. Mai 1653 in Batavia und wurde bei seiner ersten Frau in der niederländischen Kreuzkirche (Kruiskerk) in Batavia beigesetzt. Seine Witwe heiratete erneut, bekam einen Sohn und kehrte 1656 in die Niederlande zurück.